# マジェスティック (戦艦)
|          |                                                          |
| 艦歴     |                                                          |
| 発注     |                                                          |
| 起工     |                                                          |
| 進水     | 1895年1月31日                                            |
| 就役     | 1895年12月                                               |
| 退役     |                                                          |
| その後   | 1915年5月27日に戦没                                      |
| 除籍     |                                                          |
| 性能諸元 |                                                          |
| 排水量   | 常備：14,900トン 満載：15,900トン                        |
| 全長     | 128.3m                                                   |
| 全幅     | 22.9m                                                    |
| 吃水     | 8.2m                                                     |
| 機関     | 円缶8基 レシプロ2基2軸 12,000馬力                        |
| 最大速   | 16.5ノット                                               |
| 乗員     | 士官、兵員757名                                          |
| 兵装     | 連装305mm砲×2 152mm砲×12 12ポンド砲×16 457mm魚雷発射管×5 |

マジェスティック (HMS Majestic) は、イギリス海軍の戦艦。マジェスティック級。

## 艦歴
「マジェスティック」はポーツマス工廠で建造された。1895年1月31日進水。1895年12月に就役し、海峡艦隊に編入された。1906年に大西洋艦隊に短期間所属した後、予備役となった。1912年、本国艦隊に編入される。同年7月、僚艦「ヴィクトリアス」と衝突事故を起こしている。
第一次世界大戦が始まると、「マジェスティック」は船団護衛や沿岸部の砲撃に従事した。1915年、「マジェスティック」は地中海艦隊に編入されダーダネルス作戦に参加した。

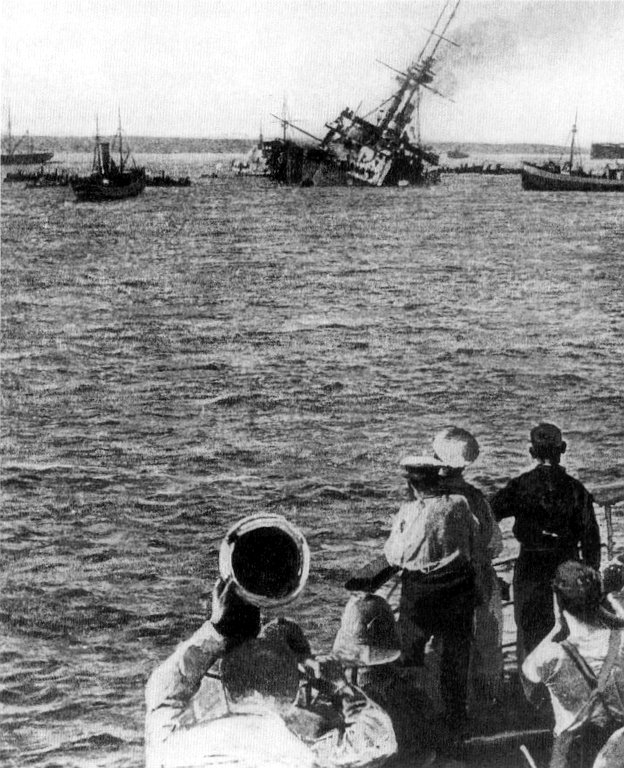
沈みつつある「マジェスティック」

5月27日6時45分頃、「ドイツ潜水艦U21」がヘレス岬沖に停泊していた「マジェスティック」に対して1本の魚雷を発射。魚雷は「マジェスティック」に命中し、「マジェスティック」は左舷に傾き転覆沈没した。49名が死亡した。船体は数ヶ月の間見えていたが、11月17日夜に嵐によって水中に没した。
「マジェスティック」などが沈没した海域はダイビングスポットとなった。2021年、トルコは海域を海中博物館に設定した。